# X (canção de Xzibit)
"X" é uma canção do rapper estadunidense Xzibit, com a participação dos rapper's da west coast Dr. Dre e Snoop Dogg. A faixa foi escrita pelo próprio interprete, e produzida por Dre juntamente com Mel-Man, Scott Storch.

## Música e vídeo
O vídeo da música foi dirigido por David Meyers, e tem a participação de Snoop Dogg, Dr. Dre, e dos membro do grupo Wu-Tang Clan, RZA e Method Man. A maior parte do vídeo mostra Xzibit em um estúdio com Snoop e Dre, sendo que no terceiro verso o interprete principal esta em um concerto, enquanto os outros artistas estão sentados com fãs.

## Faixas e formatos
| N.º | Título                   | Duração |  |
| 1.  | "X" (edição de radio)    | 4:22    |  |
| 2.  | "X" (edição explicita)   | 4:16    |  |
| 3.  | "X" (edição instrumetal) | 4:22    |  |

## Performance comercial
A faixa chegou a posição de topo 76 na Billboard Hot 100 e 32 na Hot R&B/Hip-Hop Songs. Fora do seu país de origem o single chegou decima quarta posição na UK Singles Chart, sendo a segunda canção de melhor posição do artista no país, perdendo apenas para "Hey Now (Mean Muggin)".

## Desempenho nas paradas
| Paradas (2001)                               | Melhor posição |
| -------------------------------------------- | -------------- |
| Áustria (Ö3 Austria Top 75)                  | 19             |
| Bélgica (Ultratop 50 de Flandres)            | 39             |
| Bélgica (Ultratop 50 da Valônia)             | 32             |
| Estados Unidos (Billboard Hot 100)           | 76             |
| Estados Unidos (Billboard R&B/Hip-Hop Songs) | 32             |
| Estados Unidos (Billboard Rap Songs)         | 36             |
| Estados Unidos (Billboard Rhythmic)          | 23             |
| França (SNEP)                                | 73             |
| Países Baixos (Dutch Top 40)                 | 18             |
| Reino Unido (UK Singles Chart)               | 14             |
| Reino Unido (OCC UK R&B)                     | 5              |
| Suécia (Sverigetopplistan)                   | 42             |
| Suíça (Schweizer Hitparade)                  | 5              |